# 豊田村 (岡山県赤磐郡)
豊田村（とよたそん）は、岡山県赤磐郡にあった村。現在の赤磐市の一部にあたる。

## 地理
吉井川の下流右岸に位置していた。

## 歴史
- 古代山陽道の珂磨駅が松木に置かれた[2]。
- 1889年（明治22年）6月1日、町村制の施行により、磐梨郡円光寺村、吉原村、川田原村、釣井村、徳富村、小瀬木村、松木村が合併して村制施行し、豊田村が発足[1][2]。旧村名を継承した円光寺、吉原、河田原、釣井、徳富、小瀬木、松木の7大字を編成[2]。役場を大字河田原に設置[2]。
- 1900年（明治33年）4月1日、郡の統合により赤磐郡に所属[1][2]。
- 1945年（昭和20年）役場を大字松木に移転[2]。
- 1953年（昭和28年）12月15日、赤磐郡小野田村・可真村、和気郡熊山村（一部）と合併し、町制施行し赤磐郡熊山町を新設して廃止された[1][2]。合併後、熊山町大字円光寺・吉原・河田原・釣井・徳富・小瀬木・松木となる[2]。

## 産業
- 農業[2]

## 交通

### 鉄道
- 1930年（昭和5年）吉井川の対岸、和気郡熊山村大字千躰に国有鉄道山陽本線・熊山駅が開設し、木製の熊山橋を架橋した[2]。

## 出身・ゆかりのある人物
- 永瀬清子 - 詩人